# 大冒險家 (電影)
《大冒險家》是1995年上映的一部香港电影，由林岭东執导，刘德华、关之琳、吴倩莲和秦沛主演。作为林岭东赴美国发展前所拍的最后一部港片，它在大型枪战爆炸场面上的制作比较精良。该片在菲律宾、香港和美国三地拍摄，显示出林岭东走国际路线的雄心。

## 剧情
1975年的柬埔寨，当时只有8岁左右的阿仁躲在衣柜里亲眼目睹到自己的父母被雷龍杀害的惨剧。原来当年仁的父亲阿华，常叔和雷龍三人是战友，在柬埔寨为美国中央情报局（CIA）收集情报工作。后来雷龍(Ray Lui)变节投靠赤柬，为了得到阿华手里掌握的情报，害死了阿華，阿仁的妹妹則於與阿仁躲藏之時，被阿仁失手弄死。事后成为孤儿的阿仁被常叔接到泰国照應，最终培訓為一名空军飞行员，成為常叔手下。
1995年，阿仁看到报纸，得知雷龍多年来靠买卖军火已经成为亿万富豪，正到泰国某个酒店出席一个學校落成的活動，他便决心利用这次机会刺杀雷龍以报父母之仇，由於雷龍穿了防弹衣，行刺目的没有达到。但是与阿仁同去的好友即常叔的儿子却不幸被抓并遇害，雷龍的情妇Mona看上阿仁而帮助他逃脫（因为雷龍只把Mona當玩偶看待，Mona委身雷龍也只為了錢），兩人也發展出不尋常的地下情。
为了躲避雷龍对行刺者的搜查（因为雷龍跟泰国军方高层有亲密关系），常叔安排阿仁去美国。在美国CIA的帮助下，他们决定从在旧金山生活了五年的雷龍之女小莉(Crystal)的身上下手：讓阿仁與小莉交往，借此再进一步接近雷龍，伺機报仇。这时小莉刚好被当地的黑虎帮绑架，黑虎帮要雷龍归还所欠钱财，CIA利用与另一个帮派华福堂的友好关系，安排阿仁化名Mandy，临时成为华福堂未来的掌门人。在仁带领众华福堂兄弟的干涉下，小莉被救出。阿仁要雷龙支付100万美元赎金才交还其女，付完钱后雷龙欲杀Mandy，被小莉阻止，原来她喜欢上了Mandy。后来阿仁与小莉结为夫妻，仁也因此成为了仇人雷龍之女婿，喜欢阿仁的Mona则不满阿仁与雷龙之女结婚。
布波爾將軍之子布特上校到香港玩乐受到雷龙的款待，却在夜总会因拘捕反抗而被政治部警察打死。雷龙計畫帶阿仁一起去柬埔寨见布波爾將軍做一笔军火交易，并想让阿仁當作替死鬼以弥补将军的丧子之痛，而阿仁與CIA也打算用這次柬埔寨之行將布波爾將軍和雷龙一網打盡。出發前阿仁陪小莉產檢，後來阿仁接到Mona電話而與之到酒店幽會，Mona要阿仁不要跟雷龙到柬埔寨送死，并求阿仁杀掉雷龙然后他们两人一起远走高飞，阿仁没有同意，小莉懷疑跟蹤阿仁赶到酒店撞破兩人醜事，Mona情急之下與小莉扭打將之打到失血昏死，阿仁暴怒之下斬斷與Mona的孽緣並送小莉去醫院。阿仁对着昏迷中的小莉说出自己的真实身份和雷龙与他家的血海深仇後，小莉突然甦醒；小莉認為父親作惡多端難逃一死，但希望阿仁不要親自下手杀死她爸。
雷龍帶著阿狗、阿仁、Mona一同乘直升机赴柬埔寨。根据CIA故意散播的资料，波布爾將軍得知阿仁為CIA人士，并编造雷龙一直在為CIA作事，CIA的目的是要引发双方内讧以阻止双方的军火交易，布波爾將軍欲槍斃雷龙一行人，雷龍便趁此機會想殺死阿仁自清，Mona為阿仁求情反被雷龍槍殺，阿仁将随身携带的追踪器丢入水中，引来柬埔寨政府援军及时赶到，在一陣混亂下雷龍與阿狗協持布波爾將軍驾车逃往泰國邊境，後來更直接槍殺布波爾；阿仁則驾驶一辆直升机一路追趕对方并殺死阿狗；阿仁本欲殺死雷龍為家人報仇，但最後因為念及對小莉的感情，改為把雷龍交給柬埔寨政府援军，讓雷龍接受法律制裁。
阿仁有感愧對小莉，外加自幼在柬埔寨成長，故決定獨留柬埔寨生活而不願隨眾人離開；數年過去阿仁仍心繫小莉與自己的孩子，某日常叔帶著孩子飛到柬埔寨與阿仁見面，並帶著小莉的信給阿仁，內容大意為小莉所認識的Mandy已經不在，韋洛仁這個身分還不熟仍要適應。夫妻倆都希望隨著時間過去沖淡恩怨，重新開始。

## 角色
| 演员           | 角色             | 备注                          |
| 劉德華         | 韋洛仁           |                               |
| 吳倩蓮         | 雷雪麗 (Crystal) | 雷龍女兒                      |
| 關之琳         | Mona             | 雷龍女友，與韋洛仁有染        |
| 秦沛           | 雷龍 (Ray Lui)   | 大反派                        |
| 姜大衛         | 常叔             | 柬埔寨人，長住泰國，替CIA工作 |
| 吳毅將         | 阿狗             | 雷龍手下                      |
| 程東           | 布特上校         | 布波爾兒子，拒捕遭射殺        |
| 黃柏文         |                  | 前往逮捕布特上校之重案組      |
| 范·達克霍姆    | 小黑             | 黑虎幫龍頭                    |
| 黃錦江         |                  | 向常叔分析軍隊佈署            |
| 何家駒         | 布波爾將軍       |                               |
| 高飛           |                  | 韋洛仁父，遭雷龍槍殺          |
| 南燕           |                  | 雷龍手下                      |
| 謝魯駟         |                  | 雷龍手下                      |
| 蘇偉南         |                  | 雷龍手下                      |
| 張佐治         | 東叔             | 雷龍手下，遭小黑殺害          |
| 黃志強         | 九叔             | 華福堂龍頭                    |
| 黃美琪         |                  | 韋洛仁妹                      |
| 褚肇祺         |                  |                               |
| Edward Corbett |                  |                               |
| 李兆基         |                  | 賭客                          |
| 張兆           |                  |                               |
| 王章寶         |                  | 警察                          |
| 鄧榮燊         |                  | 將軍，捐地給雷龍蓋學校        |
| 劉冬青         |                  | 泰國警察                      |
| 範展鴻         |                  |                               |

## 歌曲
片尾曲《爱火烧不尽》，徐嘉良作曲，屠颖编曲，刘德华填词并演唱，收录于1995年刘德华国语专辑《真永远》中。